# Чехов (станция)
Че́хов — железнодорожная станция Курского направления Московской железной дороги в одноимённом городе Московской области. Входит в Московско-Курский центр организации работы железнодорожных станций ДЦС-1 Московской дирекции управления движением. По основному характеру работы является промежуточной, по объёму работы отнесена ко 2 классу. Станция открыта в 1865 году.
Время движения с Курского вокзала составляет около 1,5 часов. Для электропоездов используются одна островная платформа, соединённая с подземным переходом. Станция относится к 8 тарифной зоне. Станция оборудована турникетами.
Выход на Привокзальную площадь к остановкам автобусов.
В 2019 году, в связи с открытием движения по линии МЦД-2, станция была определена как последняя станция зоны «Дальняя», в сторону от станции Подольск.

## Пассажирское сообщение
Беспересадочное сообщение осуществляется (самые дальние точки на июль 2023 года):
- на север до станции Шаховская,
- на юг до станции Тула-1-Курская.

## Подъездные пути
К югу от станции Чехов в западном направлении отходит ведомственная железнодорожная ветка на завод «Гидросталь», ранее здесь также была отдельная ветка на промзону Чеховского райпо, располагавшаяся чуть севернее на Товарной улице, откуда шла ведомственная ветка на регенератный завод и также на территорию нынешнего предприятия «СДЭК» и прочие соседние территории данной промышленной зоны. В восточном направлении отходит ветка на промзону в Люторецкое и Крюково (асфальтобетонный завод, сухой порт «Чехов» и др.), к северу от станции Чехов в западном направлении отходит производственная ветка через полиграфический комбинат на завод «Энергомаш», расположенный в северо-западном микрорайоне Венюково городского округа Чехов.

## Интересные факты
В период с 1954 по 1965 годы станция и город Чехов носили разные названия: посёлок городского типа Лопасня был преобразован в город Чехов в 1954 году, а станция Лопасня была переименована в станцию Чехов только в 1965 году. До 1969 года платформа станции Чехов располагалась южнее: южная горловина пассажирской платформы была на уровне общественных туалетов железнодорожного вокзала станции Чехов, а северная горловина платформы была на уровне нынешней экипировочной площадки для автобусной стоянки. Позднее под строительство оборотного тупика для некоторых электропоездов из Москвы, имеющих конечную остановку на станции Чехов, платформа была смещена севернее таким образом, что северная горловина платформы стала располагаться на уровне территории комбикормового завода, а южная горловина ровно 20 лет была на уровне площадки для экипировочной стоянки чеховских автобусов — на том самом месте, где ранее до 1969 года располагалась северная горловина платформы. Спустя 20 лет после перемещения пассажирской платформы на север, с 1989 по 1993 годы на станции Чехов велось строительство подземного перехода, платформа вновь была удлинена примерно на 4 вагона южнее, вплотную к северному торцу здания железнодорожного вокзала, а существовавший ранее бывший старый наземный переход с деревянным настилом, располагавшийся севернее и примыкавший ранее от пассажирской платформы к автостанции «Чехов» со стороны площадки для заезда автобусов на экипировочную стоянку, после этого был закрыт, а позже демонтирован. В 1994 году, как раз к 40-летнему юбилею города, его заменил новый подземный переход, а из наземных переходов с деревянным настилом через пути от южной горловины платформы станции Чехов остался только тот переход, что расположен южнее напротив северного торца здания железнодорожного вокзала.